# Fakulta dopravní ČVUT
Fakulta dopravní (FD) je jednou z 8 fakult Českého vysokého učení technického v Praze (ČVUT). Fakulta umožňuje studium v tříletém bakalářském studijním programu (Bc.), který je realizován v příslušných studijních oborech. FD umožňuje rovněž studium v dvouletém navazujícím magisterském studijním programu (Ing.), který je rovněž upřesněn v jednotlivých studijních oborech. Následně lze také absolvovat příslušné studijní obory ve 3-4letých doktorských studijních programech (Ph.D.), ty jsou zde zaměřeny na vědecké bádání a samostatnou tvůrčí činnost v oblasti výzkumu nebo vývoje. Fakulta umožňuje studovat v prezenční nebo kombinované formě studia. Některé studijní obory je možné absolvovat rovněž v anglickém jazyce.

## Ústavy Fakulty dopravní
Fakulta se člení na následující katedry a ústav:
- Katedra aplikované matematiky - 16111 (K611)
- Katedra dopravního inženýrství a dopravního plánování - 16112 (K612)
- Katedra aplikované informatiky v dopravě - 16114 (K614)
- Katedra jazyků a společenských věd - 16115 (K615)
- Katedra dopravních prostředků - 16116 (K616)
- Katedra chytrých měst a regionů - 16117 (K617)
- Katedra mechaniky a materiálů - 16118 (K618)
- Katedra dopravní telematiky - 16120 (K620)
- Katedra letecké dopravy - 16121 (K621)
- Ústav soudního znalectví v dopravě - 16122 (K622)

## Studijní programy a specializace
Fakulta má následující studijní programy a specializace:
Bakalářské studijní programy a specializace
1. TECHNIKA A TECHNOLOGIE V DOPRAVĚ A SPOJÍCH
  - Dopravní systémy a technika
  - Inteligentní dopravní systémy
  - Letecká doprava
  - Logistika a řízení dopravních procesů
2. PROFESIONÁLNÍ PILOT
3. TECHNOLOGIE ÚDRŽBY LETADEL

Navazující magisterské studijní programy a specializace
1. TECHNIKA A TECHNOLOGIE V DOPRAVĚ A SPOJÍCH
2. DOPRAVNÍ SYSTÉMY A TECHNIKA
3. INTELIGENTNÍ DOPRAVNÍ SYSTÉMY
4. INTELLIGENT TRANSPORT SYSTEMS
5. LOGISTIKA A ŘÍZENÍ DOPRAVNÍCH PROCESŮ
6. PROVOZ A ŘÍZENÍ LETECKÉ DOPRAVY
7. SMART CITIES

Doktorské studijní programy a obory
1. DOPRAVNÍ SYSTÉMY A TECHNIKA
2. LOGISTIKA A ŘÍZENÍ DOPRAVNÍCH PROCESŮ
3. PROVOZ A ŘÍZENÍ LETECKÉ DOPRAVY
4. SMART CITIES
5. TECHNIKA A TECHNOLOGIE V DOPRAVĚ A SPOJÍCH
  - Technologie a management v dopravě a telekomunikacích
  - Dopravní systémy a technika
  - Provoz a řízení letecké dopravy
6. INŽENÝRSKÁ INFORMATIKA
  - Inženýrská informatika v dopravě a spojích
7. LOGISTIKA
  - Dopravní logistika

## Vedení fakulty
- prof. Ing. Ondřej PŘIBYL, Ph.D. – děkan
- Ing. Patrik HORAŽĎOVSKÝ, Ph.D. – proděkan pro pedagogickou činnost
- doc. Ing. Stanislav NOVOTNÝ, Ph.D. – proděkan pro rozvoj a výstavbu
- prof. Ing. Ondřej JIROUŠEK, Ph.D. – proděkan pro vědeckou a výzkumnou činnost
- doc. Ing. Tomáš HORÁK, Ph.D. – proděkan pro zahraniční styky
- prof. Dr. Ing. Miroslav SVÍTEK, dr. h. c. – proděkan pro strategii a vnější vztahy
- Ing. Jana KALIKOVÁ, Ph.D.. – předsedkyně akademického senátu
- Jana SMITKOVÁ – tajemnice